# Lecane hamata
Lecane hamata är en hjuldjursart som först beskrevs av Jonathan S. Stokes 1896.  Lecane hamata ingår i släktet Lecane och familjen Lecanidae. Arten är reproducerande i Sverige. Inga underarter finns listade i Catalogue of Life.